# Baâlons
Baâlons település Franciaországban, Ardennes megyében. Lakosainak száma 208 fő (2022. január 1.). Baâlons Bouvellemont, Chagny, La Horgne, Mazerny, Omont, Saint-Loup-Terrier, Villers-le-Tilleul és Poix-Terron községekkel határos.

## Népesség
A település népességének változása:
| Lakosok száma | 169  | 147  | 160  | 195  | 239  | 233  | 207  | 206  | 204  | 208  |
|               | 1968 | 1982 | 1990 | 2006 | 2013 | 2015 | 2017 | 2019 | 2020 | 2022 |